# Adolf Rueff
Adolf Rueff, gesprochen Ru-eff, (* 2. Juni 1820 in Stuttgart; † 9. Oktober 1885 ebenda) war ein deutscher Tierarzt.

## Leben
Rueff studierte seit 1838 Medizin in Tübingen, seit 1840 Tierheilkunde in Stuttgart, Berlin, Wien, Paris und Brüssel, wurde 1846 Lehrer der Zoologie und Tierarzneikunde an der Landwirtschaftlichen Akademie Hohenheim, folgte 1869 in der Nachfolge von Eduard von Hering einem Ruf als Direktor der Tierarzneischule in Stuttgart und trat 1877 in den Ruhestand.
Anlässlich seiner Teilnahme an der Landwirtschaftsausstellung in Paris 1855 erhielt er von Frankreich das Ritterkreuz der Ehrenlegion verliehen.
Rueff konstruierte viele Instrumente für den praktischen veterinärtechnischen Bedarf und schrieb:
- Über Bau und Verrichtung des Körpers unsrer Haustiere (3. Auflage, Stuttgart 1870), als Einleitung zu dem von seinem Vorgänger Baumeister begonnenen Handbuch der landwirtschaftlichen Tierkunde und Tierzucht, dessen meiste Teile: Geburtshilfe, Exterieur des Pferdes und Rindes, Pferdezucht, Schweinezucht, von ihm in wiederholten Auflagen bearbeitet wurden.

Ferner schrieb er:
- Gewährleistung beim Handel mit Haustieren (Stuttgart 1852)
- Das Fleisch als menschliches Nahrungsmittel (Stuttgart 1866)
- Das Scheren unsrer Haustiere (Berlin 1873)
- Rasse, Haar und Gang des Pferdes (Stuttgart 1874)
- Bau und Einrichtung der Stallungen etc. (Stuttgart 1875)
- Die Rassen des Rindes (Stuttgart 1876, mit 32 Tafeln)
- Die Hundswut (Stuttgart 1876)
- Allgemeine Tierzuchtlehre (Berlin 1878)
- Das Äußere des Pferdes (Stuttgart 1885)

Auch gab er 1851 bis 1857 das von Tennecker begonnene Jahrbuch für Pferdezucht und Pferdekenntniß heraus.